# کرت و کورتنی
کرت و کورتنی (انگلیسی: Kurt & Courtney) یک فیلم مستند بریتانیایی به کارگردانی، نویسندگی و تهیه کنندگی نیک برومفیلد دربارهٔ مرگ کرت کوبین و اتهام‌های مربوط به دست داشتن کورتنی لاو در آن است که در سال ۱۹۹۸ منتشر شد.